# Gaia Girace
Gaia Girace (Vico Equense, 21 ottobre 2003) è un'attrice e modella italiana.

## Biografia
Nata nel 2003 a Vico Equense, nella città metropolitana di Napoli, Gaia Girace dall'età di tredici anni ha studiato teatro e cinema presso la scuola di recitazione La ribalta di Napoli. Nel 2022 si è diplomata presso il liceo linguistico "Publio Virgilio Marone" a Meta.
Poco dopo aver iniziato a frequentare la scuola di recitazione, nel 2018 ha sostenuto il suo primo provino per il ruolo della protagonista Lila Cerullo nella serie televisiva L'amica geniale che, dopo aver sostituito la più giovane Ludovica Nasti a partire dal terzo episodio della prima stagione, interpreterà per le prime tre stagioni. Al termine della terza stagione ha lasciato il cast della serie poiché, per esigenze di sceneggiatura, a partire dalla quarta stagione il suo personaggio è interpretato da Irene Maiorino.
Dopo l'esperienza de L'amica geniale, oltre che al documentario correlato sui dietro le quinte e il backstage dell'omonima serie (2018), ha preso parte ai cortometraggi I santi (2020) di Giacomo Abbruzzese e A Future Together (2021) di Wim Wenders. Nel 2022 ha interpretato Caterina de' Medici nella miniserie La favorita del re (Diane de Poitiers), diretta da Josée Dayan. Nello stesso anno la rivista Forbes Italia l'ha inserita tra gli under 30 italiani che avranno maggiore impatto nel futuro per la categoria intrattenimento.
Nel 2023 è uscita la serie The Good Mothers, in cui ha interpretato il ruolo di Denise Cosco. Nello stesso anno ha interpretato il ruolo di Lucia nel film Girasoli, scritto e diretto da Catrinel Marlon.

## Filmografia

### Cinema
- Girasoli, regia di Catrinel Marlon (2023)

### Televisione
- L'amica geniale – serie TV, 22 episodi (2018-2024)
- La favorita del re (Diane de Poitiers), regia di Josée Dayan – miniserie TV (2022)
- The Good Mothers – serie TV (2023)

### Documentari
- La mia amica geniale, regia di Clarissa Cappellani (2018)

### Cortometraggi
- I santi, regia di Giacomo Abbruzzese (2020)
- A Future Together, regia di Wim Wenders (2021)

## Riconoscimenti
- Forbes Italia
  - 2022 – Inserimento tra gli under 30 italiani di maggiore impatto nel futuro nella categoria "Intrattenimento"[20]